# Interoperability Material Exchange

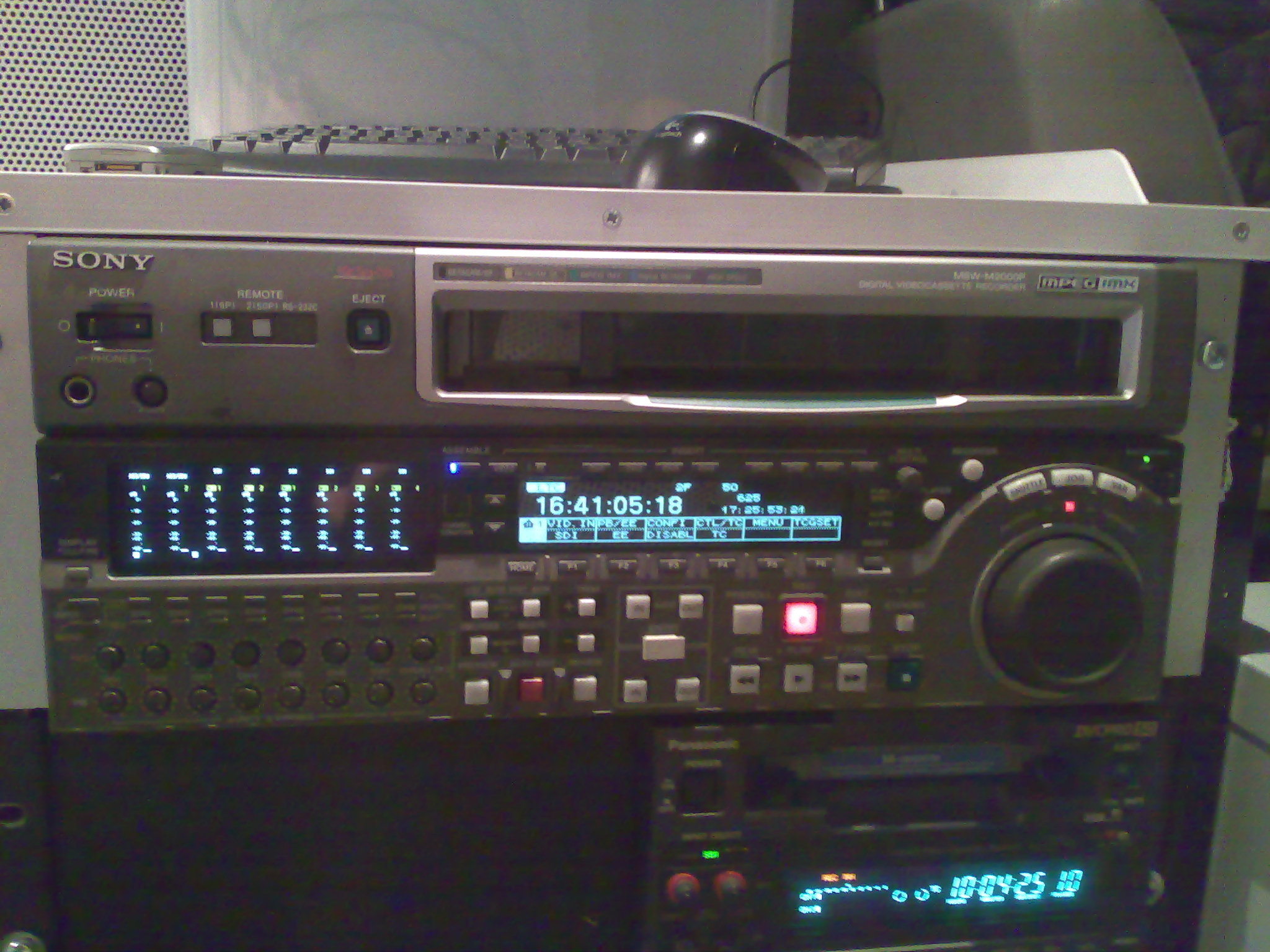
IMX-Bandmaschine MSW-M2000P von Sony

Das Interoperability Material Exchange (IMX)-Format ist ein 1999 von Sony, als Nachfolger von Digital Betacam, entwickeltes professionelles Videoformat für Videoinhalte in Standard Definition. Der Einsatz erfolgt hauptsächlich im Broadcastbereich auf Magnetband (IMX-Band), sowie als MXF-Datei. 2002 wurde IMX als Basis für das D-10 Format in den SMPTE Standard 365M aufgenommen.

## IMX-Format
Die IMX-Technik bietet eine Videokompression mit einer Datenrate von 30 Mbit/s (6:1 Kompression), 40 Mbit/s (4:1 Kompression) oder 50 Mbit/s (3,3:1 Kompression), wobei die Farbunterabtastung 4:2:2 und die Farbtiefe 8 Bit beträgt. Bei der Kompression wird der H.262/MPEG-2-Part-2-Standard genutzt, wobei jedes Einzelbild separat komprimiert wird (I-Frame only, keine Nutzung von Long-GOP). Dadurch bleibt das IMX-Format vollständig schnittfähig.
Eine Besonderheit des IMX-Formats ist die eindeutige Aufzeichnungskennung UMID (Unique Material Identifier) gemäß SMPTE Standard 330M. Alle IMX Geräte stellen sicher, dass bei jedweder Bearbeitung, auch 1:1 Kopien die UMID beim neuen Material (Schnittergebnis/Kopie) auf Null gesetzt wird. Dadurch kann ein Originalmaterial eindeutig identifiziert werden.
Im Gegensatz zu den klassischen MAZ-Formaten können über besondere Adapter die IMX-Videofilme auch als Dateien (im Sinne der Computertechnik) angesprochen werden. Die Dateien entsprechen dem MXF-Standard. Sie können (als normale Dateien) auch auf anderen Datenträgern (z. B. auf RAID-Systemen oder auf optischen Datenträgern (MOD) als XDCAM) abgelegt werden.

## Spezifikation
| Format Name | Container | Video Kodierung | Farbtiefe | Farbunterabtastung | Bildgröße | Bildwiederholrate und Abtastung | Video Datenrate, Mbit/s     | Tonformat                                       |
| ----------- | --------- | --------------- | --------- | ------------------ | --------- | ------------------------------- | --------------------------- | ----------------------------------------------- |
| MPEG IMX    | MXF       | MPEG-2 422P@ML  | 8         | 4:2:2              | 720 × 576 | 25i, 25p                        | 30 (CBR), 40 (CBR), 50(CBR) | PCM 8 ch/16 bit/48 kHz, oder 4 ch/24 bit/48 kHz |
| MPEG IMX    | MXF       | MPEG-2 422P@ML  | 8         | 4:2:2              | 720 × 480 | 29,97i, 29,97p, 23,98p          | 30 (CBR), 40 (CBR), 50(CBR) | PCM 8 ch/16 bit/48 kHz, oder 4 ch/24 bit/48 kHz |

## Verwendung in DACH
In Deutschland wurde das IMX-Format generell von der ARD eingesetzt, beim NDR, RBB und WDR sogar hauptsächlich. Die anderen Anstalten bevorzugen jedoch eher andere Formate (z. B. DVCPro von Panasonic) oder weiterhin Sonys Digital Betacam. Der Österreichische Rundfunk und das Schweizer Fernsehen verwenden ebenfalls das IMX-Format.

## IMX-Band

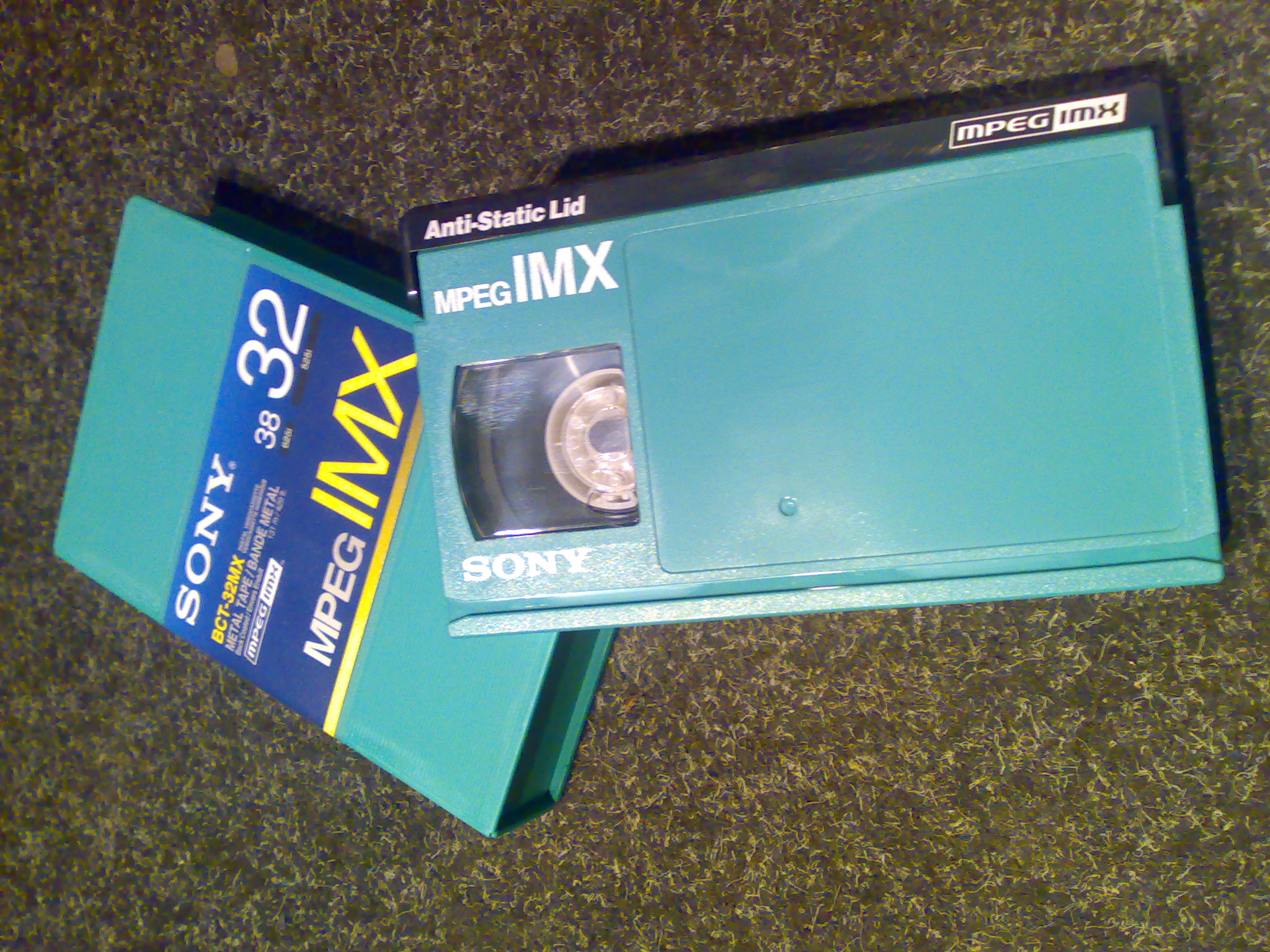
Professionelles IMX-Band von Sony

Das IMX-Band (Sony-Markenname: MPEG-IMX) ist ein 1/2-Zoll-Metallpartikelband mit maximaler Spieldauer von 184 min im Typ L. Erhältlich sind Bänder mit einer Spieldauer von 6 bis 184 Minuten. IMX-Camcoder verwenden kleinere Kassetten vom B-Typ, auch S-Tapes (short) genannt, mit 6 bis 124 min Aufzeichnungsdauer.